# Trả lời vọng
Trong ngôn ngữ học, trả lời vọng (tiếng Anh: echo answer hay echo response) là một cách trả lời cho câu hỏi phân cực mà không sử dụng các từ ứng với yes và no. Động từ được sử dụng trong câu hỏi đơn thuần là được lặp lại trong câu trả lời, được phủ định nếu câu trả lời có chân trị phủ định.
Ví dụ tiếng Anh:
- "Did you go to the cinema?" (hoặc "Didn't you go to the cinema?")
- "I did not." hoặc "I didn't go."

Ví dụ tiếng Việt:
- "Hôm qua bạn đi xem phim à?"
- "Mình có đi." hoặc "Mình không đi."

## Tiếng Phần Lan
Tiếng Phần Lan là thứ tiếng sử dụng phép trả lời vọng để trả lời cho câu hỏi phân cực. Ngôn ngữ này không hề trả lời cho câu hỏi loại này bằng trạng từ hoặc thán từ. Vì vậy, câu trả lời cho "Tuletteko kaupungista?" ("Bạn mới từ thị trấn đến sao?") chính là động từ trong câu hỏi luôn, "Tulemme" ("Tôi mới đến."). Câu hỏi có diễn đạt phủ định cũng được trả lời tương tự. Câu trả lời phủ định thì sử dụng động từ phủ định en phối hợp với động từ nguyên thể. Câu trả lời phủ định cho "Tunnetteko herra Lehdon?" ("Cậu có biết Mr Lehto không?") là "En tunne" ("Không biết.") hoặc đơn giản là "En" ("Không.").

## Ngữ tộc Celt
Ngữ tộc Celt cũng chủ yếu sử dụng phép trả lời vọng. Tiếng Ireland và tiếng Gael Scotland không hề có từ ứng với "yes" và "no". Trong tiếng Wales, các từ ứng với "yes" và "no" ("ie" và "nage") chỉ dành cho các tình huống chuyên biệt. Giống như tiếng Phần Lan, cách chủ yếu trong các ngôn ngữ này để phát biểu "yes" hoặc "no" nhằm trả lời câu hỏi yes-no đó là lặp lại động từ của câu hỏi. Trong tiếng Ireland, câu hỏi "An dtiocfaidh tú?" ("Cậu sẽ đến chứ?") sẽ được trả lời bằng "Tiocfad" ("Tôi sẽ đến") hoặc "Ní thiocfad" ("Tôi sẽ không đến"). (Trong tiếng Anh Hiberno thì trợ động từ là thứ được lặp lại: câu hỏi tiếng Anh "Will you come?" ("Cậu sẽ đến chứ?") thì ở Ireland người ta thường hay trả lời là "I will." (lit. "Tôi sẽ.") thay vì "Yes." hoặc "I will not." (lit. "Tôi sẽ không.") thay vì "No.".)
Tương tự ở tiếng Wales, câu trả lời cho "Ydy Fred yn dod?" ("Fred có đến không?") là "Ydy" ("Có") hoặc "Nag ydy" ("Không có"). Nói chung, câu trả lời phủ định là câu trả lời khẳng định kết hợp với "nag". Như trong tiếng Phần Lan, làm vậy tránh được vấn đề về ý nghĩa của cách trả lời mỗi "yes" đối với câu hỏi phủ định. Trả lời "yes" cho câu hỏi "You don't beat your wife?" (Anh không có đánh vợ mình à?) là mơ hồ trong tiếng Anh, nhưng câu trả lời bằng tiếng Wales "nag ydw" ("Không có") thì không có sự mơ hồ nào.

## Tiếng Latin
Mặc dù tiếng Latinh có các từ hoặc cụm từ có thể ứng với "yes" và "no", ngôn ngữ này cũng sử dụng phép trả lời vọng. Câu trả lời vọng thì sẽ phổ biến hơn và trung tính hơn:
- Nōnne Sextus molestus discipulus est?
"Sextus là một học sinh phiền toái nhỉ?"
- Est
"Là vậy."

- Num Sextus litterās memoriā tenēre potest?
"Sextus không thể ghi nhớ bảng chữ cái sao?"
- Nōn potest.
"Không thể."

## Tiếng Bồ Đào Nha
Tiếng Bồ Đào Nha là ngôn ngữ La-mã chính duy nhất thường hay sử dụng câu trả lời vọng, ngay cả khi nó có các từ đúng với "yes" và "no" (lần lượt là "sim" và "não"). Người Bồ Đào Nha hầu như hay trả lời câu hỏi phân cực trong ngữ đoạn khẳng định bằng cách lặp lại động từ chính.
Ví dụ, người ta sẽ trả lời câu hỏi "Tens fome?" ("Bạn đói không?", dịch sát là "Bạn có cơn đói không?") bằng cách trả lời đơn giản là "tenho" ("Có"). Người ta cũng có thể thêm "sim" đằng trước hoặc đằng sau động từ để nhấn mạnh hoặc để nghịch lại với câu hỏi phủ định, tạo ra "sim, tenho" hoặc "tenho sim". Để tạo ra câu trả lời phủ định cho câu hỏi phân cực, động từ chính được lặp lại, kèm với đặt "não" đằng trước hoặc đằng sau nó. Do đó, câu trả lời phủ định cho câu hỏi ở trên sẽ là: "Não tenho", "Tenho não" hay "Não tenho fome." Để nhấn mạnh, người ta thậm chí có thể nói "Não tenho, não."

## Tiếng Trung
Nhóm ngôn ngữ Trung Quốc thường hay sử dụng phép trả lời vọng. Thông thường, câu hỏi yes-no trong tiếng Quan Thoại được diễn đạt ở dạng A-not-A, và được trả lời hoặc bằng A hoặc bằng not-A. Ví dụ:
Hỏi: 你要不要吃桔子？ Nǐ yào bú yào chī júzi? ("Cậu muốn ăn cam không?")
- Đáp: 要。 Yào. ("Muốn.")
- Phủ: 不要。 Bú yào. ("Không muốn.")

Hỏi: 他在不在慢跑？ Tā zài bú zài màn pǎo? ("Bạn có đang chạy bộ không?")
- Đáp: 在（慢跑）。 zài (màn pǎo). (lit. "Đang (chạy bộ)." )
- Phủ: 不在（慢跑）。 Bu zài (màn pǎo) (lit. "Không đang (chạy bộ)." )

Ngoài ra, câu hỏi yes-no thường được hình thành bằng cách thêm tiểu từ "吗" (ma, giống việc đặt "không", "hả", "à", v.v. trong tiếng Việt) vào cuối câu, trong trường hợp thế, câu trả lời có thể là "是的" (shì de, "phải") hoặc "不是" (bu shì, "không phải"), hoặc "对" (duì, "đúng") hoặc "不对" (bu duì, "không đúng"):
Hỏi: 你不上课吗？ Nǐ bu shàng kè ma? ("Cậu không lên lớp à?" )
- Đáp: 对。 Duì. ("Đúng.") hoặc 是的。 Shì de. ("Phải")
- Phủ: 不对。 Bu duì. ("Không đúng.") hoặc 不是。 Bu shì. ("Không phải." )